# Sommer-Paralympics 1984/Teilnehmer (DDR)
| stlisierte Goldmedaille | stlisierte Silbermedaille | stlisierte Bronzemedaille |
| ----------------------- | ------------------------- | ------------------------- |
| —                       | 3                         | 1                         |

An den Sommer-Paralympics 1984, die im US-amerikanischen New York City und dem englischen Stoke Mandeville stattfanden, nahm die Deutsche Demokratische Republik mit vier Athleten – drei Männern und einer Frau – teil. Es war die erste und einzige Teilnahme der Deutschen Demokratischen Republik in der Geschichte der Paralympischen Spiele.

## Teilnehmer nach Sportarten

### Leichtathletik
| Athleten             | Wettbewerb       | Vorlauf     | Vorlauf | Finale      | Finale |
| Athleten             | Wettbewerb       | Ergebnis    | Rang    | Ergebnis    | Rang   |
| -------------------- | ---------------- | ----------- | ------- | ----------- | ------ |
| Männer               |                  |             |         |             |        |
| Ralf Fox             | 100 m (B3)       | 12,05 s     | 3. Q    | 12,10 s     | 8.     |
| Ralf Fox             | 400 m (B3)       | 53,49 s     | 3. Q    | 52,88 s     | 5.     |
| Ralf Fox             | 800 m (B3)       | 2:07,95 min | 2. Q    | 2:03,76 min | 4.     |
| Siegmund Hegeholz    | Dreisprung (B3)  | –           | –       | 12,26 m     | 4.     |
| Siegmund Hegeholz    | Fünfkampf (B3)   | –           | –       | 2678 Pkt.   | Silber |
| Siegmund Hegeholz    | Weitsprung (B3)  | –           | –       | 6,28 m      | Silber |
| Siegmund Turteltaube | Diskuswurf (B1)  | –           | –       | 26,21 m     | 9.     |
| Siegmund Turteltaube | Dreisprung (B1)  | –           | –       | 8,23 m      | 4.     |
| Siegmund Turteltaube | Kugelstoßen (B1) | –           | –       | 9,23 m      | 9.     |
| Frauen               |                  |             |         |             |        |
| Rita Gerstenberger   | Diskuswurf (B1)  | –           | –       | 20,02 m     | Silber |
| Rita Gerstenberger   | Speerwurf (B1)   | –           | –       | 17,68 m     | Bronze |
| Rita Gerstenberger   | Weitsprung (B1)  | –           | –       | 4,35 m      | 5.     |